# Deja Vu (canción de Olivia Rodrigo)
«Deja Vu» (estilizado en minúsculas) es una canción interpretada por la cantautora filipinoestadounidense Olivia Rodrigo. Fue lanzado a través de Geffen e Interscope Records el 1 de abril de 2021, como el segundo sencillo del álbum de estudio debut de Rodrigo Sour. La canción fue anunciada en su sitio web y a través de sus cuentas de redes sociales el 29 de marzo de 2021. La canción es una continuación de su sencillo debut de éxito mundial, "Drivers License".

## Antecedentes y Promoción
Olivia Rodrigo firmó con Geffen Records , una subsidiaria de Interscope Records, con la intención de lanzar su EP debut en 2021. Ella coescribió la canción "Drivers License" con su productor Daniel Nigro, y la lanzó como su sencillo debut en enero de 2021, volviéndose un éxito comercial. La revista Billboard lo declaró como uno de los éxitos "más dominantes" en la historia del Hot 100.
Rodrigo comenzó a promocionar su siguiente sencillo  borrando su cuenta de Instagram y publicando avances crípticos en sus cuentas de redes sociales a fines de marzo de 2021; el 29 de marzo, anunció que se titularía "Deja Vu", y fijó una fecha de lanzamiento de tres días después, asegurando a los fanes que el anuncio no era una broma del Día de los Inocentes. Rodrigo dio a conocer la carátula de la canción en la misma publicación. Rodrigo publicó tres clips parpadeantes crípticos antes del anuncio, con un cono de helado derritiéndose, nubes a la deriva y un automóvil conducido a lo largo del océano, que fue interpretado como una referencia a la letra de "Deja Vu" por Steffanee Wang de nylon. En una entrevista con MTV News, Rodrigo declaró que la canción "definitivamente no era como Drivers License en absoluto", y estaba emocionada y nerviosa de que su audiencia viera un aspecto diferente de su arte en ella. Además, en una entrevista con Rolling Stone, Rodrigo mencionó que el puente de la canción fue influenciado por «Cruel Summer», una canción que aparece en el séptimo álbum de estudio de Taylor Swift, Lover, y que por eso se vio obligada a acreditar a los autores de «Cruel Summer», Taylor Swift, Annie Clark y Jack Antonoff, para evitar las denuncias por plagio.

## Composición
"Deja Vu" es descrita por Rolling Stone como una canción pop psicodélico, mientras que otras fuentes observan influencias alternativas. Contiene letras que giran en torno a la angustia. En "Deja Vu", Rodrigo se dirige a una expareja que actualmente tiene una relación diferente y recuerda cómo está repitiendo cosas que hizo con ella, como conducir por la costa de California, comer helado de fresa, intercambiar chaquetas, ver repeticiones del programa Glee, y escuchando " Uptown Girl " de Billy Joel.

## Desempeño comercial
Deja Vu" debutó en el número 8 en la Billboard Hot 100, convirtiendo a Rodrigo en la primera artista en la historia en debutar sus dos primeros sencillos en el top 10 del Hot 100.
En la semana que finaliza el 5 de junio, "Deja Vu" se disparó al puesto número 3 del Hot 100, por causa del lanzamiento del álbum debut de la cantante.
En el Reino Unido, el sencillo debutó en el número 27 en la lista oficial de sencillos después de su primera semana de seguimiento completo. Dos semanas después, "Deja Vu" se disparó al número 12 en la lista oficial de sencillos, convirtiéndose en la segunda canción de Rodrigo en el top 20 en la lista.
En Australia, "Deja Vu" se lanzó en el número 13 después de su primera semana de seguimiento completo, luego subió al número 6 tres semanas después, lo que le dio a Rodrigo su segundo top 10 en el país.

## Video musical
Antes de que "Deja Vu" fuera lanzado, Rodrigo fue a YouTube y MTV para estrenar su nuevo sencillo, ella dijo que grabaron el video musical de "Deja Vu" en Malibú, lugar donde Rodrigo vive actualmente. El video musical fue dirigido por Allie Avital. Contó con la aparición de la actriz Talia Ryder, una chica que se parece demasiado a Olivia. El video muestra por primera vez a Olivia conduciendo un automóvil y comiendo helado mientras conduce hacia una casa. Ella mira por la ventana y sonríe a la chica que está adentro, que lleva un vestido verde, aparentemente recordando el pasado. Cuando la otra chica se da la vuelta, Olivia se da cuenta. Regresa a su casa y se pone el vestido verde. Ella entra en una habitación con muchos televisores apilados unos sobre otros, reproduciendo videos de la chica que vio. Cuando rebobina el video, muestra exactamente lo mismo excepto a ella y no a la otra chica. Finalmente, se sorprende de que la niña esté tomando todos los recuerdos verdaderos que tiene y rompa los televisores con un martillo. Cuando termina, solo queda un televisor, mostrando a la otra chica sincronizando los labioslas palabras, "Sé que tienes un deja vu". La escena final muestra la escena inicial, excepto que la otra chica está conduciendo y no Olivia.

## Créditos
Créditos adaptados de Tidal.
- Olivia Rodrigo - voz principal, composición
- Dan Nigro - composición, producción, grabación
- Randy Merrill - masterización
- Mitch McCarthy - mezcla

## Posicionamiento en las listas
| Chart (2021)                                 | Peak position |
| -------------------------------------------- | ------------- |
| Argentina (Argentina Hot 100)                | 61            |
| Australia (ARIA)                             | 3             |
| Austria (Ö3 Austria Top 40)                  | 25            |
| Bélgica (Flandes) (Ultratip Bubbling Under)  | 1             |
| Bolivia Anglo (Monitor Latino)               | 6             |
| Canadá (Canadian Hot 100)                    | 4             |
| República Checa (Singles Digitál Top 100)    | 10            |
| Dinamarca (Tracklisten)                      | 24            |
| República Dominicana Anglo (Monitor Latino)  | 7             |
| Francia (SNEP)                               | 131           |
| Alemania (Offizielle Deutsche Charts)        | 55            |
| Global 200 (Billboard)                       | 3             |
| Grecia (IFPI)                                | 19            |
| Hungría (Stream Top 40)                      | 26            |
| Irlanda (IRMA)                               | 2             |
| Japón Hot Overseas (Billboard)               | 4             |
| Lituania (AGATA)                             | 17            |
| Malasia (RIM)                                | 6             |
| Países Bajos (Mega Single Top 100)           | 33            |
| Nueva Zelanda (Recorded Music NZ)            | 3             |
| Noruega (VG-lista)                           | 17            |
| Panamá Anglo (Monitor Latino)                | 14            |
| Paraguay Anglo (Monitor Latino)              | 15            |
| Perú Anglo (Monitor Latino)                  | 8             |
| Portugal (AFP)                               | 5             |
| Puerto Rico Anglo (Monitor Latino)           | 17            |
| Singapur(RIAS)                               | 3             |
| Eslovaquia (Singles Digitál Top 100)<        | 19            |
| España (Top 100 Canciones)                   | 56            |
| Suecia (Sverigetopplistan)                   | 52            |
| Suiza (Schweizer Hitparade)                  | 35            |
| Reino Unido (UK Singles Chart)               | 4             |
| Estados Unidos Billboard Hot 100             | 3             |
| Estados Unidos Adult Top 40 (Billboard)      | 20            |
| Estados Unidos Mainstream Top 40 (Billboard) | 16            |
| Venezuela (Record Report)                    | 39            |

## Certificaciones
| País           | Organismo certificador | Certificación | Ventas certificadas | Ref.   |
| -------------- | ---------------------- | ------------- | ------------------- | ------ |
| Canadá         | Music Canada           | 2x Platino    | 160 000             | [ 60 ] |
| Nueva Zelanda  | RMNZ                   | Oro           | 15 000              | [ 61 ] |
| Estados Unidos | RIAA                   | 2x Platino    | 2 000 000           | [ 62 ] |

## Historial de lanzamiento
| Región         | Día                 | Formato                | Discográfica           | Ref.         |
| -------------- | ------------------- | ---------------------- | ---------------------- | ------------ |
| Varios         | 1 de abril de 2021  | Descarga digital       | Geffen                 | [ 7 ] [ 63 ] |
| Australia      | de abril de 2021    | Contemporary hit radio | Geffen                 | [ 64 ]       |
| Estados Unidos | 6 de abril de 2021  | Contemporary hit radio | Interscope             | [ 65 ]       |
| Italia         | 23 de abril de 2021 | Contemporary hit radio | Universal Music Italia | [ 66 ]       |